# Paraplexippus
Paraplexippus is een geslacht van spinnen uit de familie springspinnen (Salticidae).

## Soorten
De volgende soorten zijn bij het geslacht ingedeeld:
- Paraplexippus quadrisignatus Franganillo, 1930
- Paraplexippus sexsignatus Franganillo, 1930